# Publius Ventidius Bassus
Publius Ventidius Bassus (Asculum, ca. 89 - na 38 v.Chr.) was een Romeins veldheer en politicus. Zijn belangrijkste wapenfeit was het terugdringen van de Parthen (39-38 v.Chr.), die onder aanvoering van Quintus Labienus en de Parthische kroonprins Pacorus I grote delen van Syria en Klein-Azië hadden veroverd.

## Afkomst
Publius Ventidius Bassus werd geboren in de regio Picenum, vermoedelijk in Asculum, als zoon van de verder onbekende Publius Ventidius. Hij werd geboren tijdens de Bondgenotenoorlog, tijdens het beleg van Asculum. Zijn moeder werd daarbij gevangengenomen en op haar schoot werd hij meegevoerd in de triomftocht van Gnaeus Pompeius Strabo na zijn overwinning op Asculum en Picenum.
Antieke bronnen beweren dat Bassus van lage komaf was en vermelden daarbij dat hij, evenals zijn vader, muildierdrijver was. Moderne historici achten het echter onwaarschijnlijk dat iemand van zo lage komaf in zo korte tijd zo'n imposante carrière kon opbouwen en zien de bewering dat Bassus van lage komaf was als laster, afkomstig van zijn politieke tegenstanders. Tegenwoordig neemt men dan ook aan dat Bassus stamde uit een vooraanstaande familie, die tijdens de Bondgenotenoorlog echter sterk verarmd was geraakt.

## Carrière tot aan zijn consulaat
Bassus' carrière nam in korte tijd een grote vlucht, vooral door toedoen van Julius Caesar. Bassus diende onder hem tijdens de veldtocht naar Gallië en tijdens de burgeroorlog, aanvankelijk waarschijnlijk als leverancier van muildieren en wagens, later ook op militaire posities. Daar viel hij zozeer op, dat hij de aandacht trok van Julius Caesar, die overtuigd raakte van Bassus' kwaliteiten.
Toen Julius Caesar in 47 een aantal van zijn veldheren beloonde voor hun trouw door hen op te nemen in de Senaat, was Bassus een van hen. In 46 of 45 werd Bassus aangesteld als volkstribuun.
Nadat Julius Caesar in 44 vermoord werd, koos Bassus de zijde van Marcus Antonius. In 43 bekleedde Bassus het ambt van praetor. In deze periode stichtte hij drie legioenen, waarvan één afkomstig was uit zijn geboortestreek Picenum, om Marcus Antonius bij te staan. De legioenen waren weliswaar nog onderweg toen de Slag bij Mutina plaatsvond (21 april 43), die uitliep op een nederlaag voor Marcus Antonius, maar voor Marcus Antonius waren de troepen meer dan welkom omdat ze zijn op dat moment zwakke positie aanzienlijk versterkten. Antonius beloonde Bassus door hem nog datzelfde jaar te benoemen tot consul suffectus, nadat Octavianus als consul was afgetreden bij de totstandkoming van het tweede triumviraat (26 november 43).

## Strijd tegen de Parthen
De antieke bronnen vermelden Venditius Bassus vervolgens in verband met de Oorlog van Perusia, die plaatsvond in de winter van 41/40 v.Chr. Venditius Bassus wordt daarbij genoemd als een van de legeraanvoerders van Marcus Antonius die de opmars verhinderde van Octavianus' troepen naar Perusia, waar Marcus Antonius' broer Lucius Antonius zich had teruggetrokken, nadat deze de strijd met Octavianus had aangebonden.
Niet lang na de Vrede van Brundisium, waarin Octavianus en Marcus Antonius hun geschillen bijlegden en afspraken maakten over wie welk deel van het Romeinse Rijk zou besturen, werd Bassus aangesteld tot proconsul van Asia, een van de Romeinse provincies die aan Marcus Antonius toeviel. De vorige proconsul, Lucius Munatius Plancus, was niet in staat gebleken de opmars te stuiten van de Parthen, die onder leiding van de Romeinse veldheer Quintus Labienus en de Parthische kroonprins Pacorus I in een jaar eerder de Eufraat waren overgestoken en inmiddels Syria, Judea, Cilicia en grote delen van Klein-Azië hadden veroverd, waarbij ook de legatus van Syria Lucius Decidius Saxa was omgekomen. Het was nu Bassus' opdracht de Parthen terug te dringen.
Aangezien Labienus de Parthische troepen, verrijkt met gedeserteerde Romeinse legereenheden, in Klein-Azië aanvoerde, kreeg Bassus als eerste met hem te maken. In 39 wist Bassus na een reeks overwinningen de Parthen uit Klein-Azië te verdrijven. Labienus werd gevangengenomen en gedood. Bassus zelf werd door zijn troepen uitgeroepen tot imperator.
Intussen zag Pacorus zich gedwongen de Parthische troepen terug te trekken uit Fenicië en Judea (waar hij Antigonus als vazalvorst had geïnstalleerd). Toen Bassus echter Syria binnentrok, verloor Pacorus snel terrein en nog in 39 wist Bassus de Parthen terug te drijven tot over de Eufraat. In 38 probeerde Pacorus opnieuw Syria binnen te vallen, maar hij sneuvelde bij de aanval op een Romeins legerkamp. Daarmee kwam een einde aan de Parthische dreiging.
Ondertussen bereikten Marcus Antonius geruchten dat Bassus steekpenningen had aangenomen van Antiochus van Commagene, die hij op dat moment belegerde. Bovendien was Marcus Antonius beducht voor de snel toenemende macht van Bassus in de oostelijke delen van het rijk. In juli 38 riep hij Bassus daarom terug uit Rome, waar Bassus een eervolle triomftocht kreeg voor zijn overwinning op de Parthen (november 38).

## Dood
Niet lang na zijn triomftocht in Rome stierf Bassus. Hem viel de eer van een staatsbegrafenis ten deel.

## Munt
In 39 liet Bassus munten slaan, met op de voorzijde de beeltenis van Marcus Antonius en de legende M ANT IMP III VIR R P C. De achterzijde bevat de beeltenis van (vermoedelijk) Jupiter Victor en de legende P VENTIDI, PONT IMP.